# Rebelión de Santa Marta
La Rebelión de Santa Marta (1822-1823) fue una insurrección indígena y monárquica ocurrida durante las postrimerías de la guerra de independencia de Colombia, como parte de la campaña de Occidente y fue el intento final de recuperar la región de la corona española.

## Antecedentes

### Santa Marta
En la costa caribeña neogranadina, Santa Marta era el bastión realista y su rival, Cartagena de Indias, el patriota. Como a inicios de 1813 los cartageneros enviaron una expedición al mando del coronel Pierre Labatut contra Santa Marta, saqueándola, los habitantes de la región se alzaron y proclamaron su independencia de Cartagena, no del Reino de España el 11 de febrero. El conflicto entre ambas ciudades puede dividirse en dos etapas: 1810-1815 y 1816-1821, siendo el punto de inflexión la llegada de la expedición de Pablo Morillo. Como consecuencia de la guerra, se hizo más fuerte la «esencia "monárquica-fidelista"» de los samarios hasta volverlos, junto a los pastusos, «ciudades "mecas del realismo" o "fidelismo absolutista"». Los habitantes de la ciudad contaron con el apoyo de los caribes de Bonda y Mamatoco, a pesar de que en varias veces anteriores los patricios locales y gobernadores españoles entregaron a gente de castas tierras de los indios a fin de ganar su favor.
La provincia de Santa Marta siempre fue fuertemente monárquica, aunque había caído en poder republicano tras la victoria patriota en San Juan Bautista de Ciénaga, el 10 de noviembre de 1820. Guerrillas realistas en zonas del Bajo Magdalena, la costa y los alrededores de Santa Marta, Ocaña y Valledupar siguieron operativas hasta finales de 1821. Estas partidas fueron muy exitosas, por ejemplo, en vísperas de la batalla de Carabobo, los guajiros monárquicos cortaron las líneas de suministros de los grancolombianos y aislaron Riohacha y Maracaibo. Sin embargo, un fracasado asalto a Ocaña en noviembre de 1821 marcó su fin inmediato.

### Riohacha
Algo similar sucedió en Riohacha, donde tanto funcionarios como indios fueron monárquicos. Pero estos últimos, al contrario de los samarios, jamás se enlistaron en las milicias. En 1813 la villa permaneció fiel al rey a pesar del levantamiento de vecinos e indios, llegando a enviar tropas al valle del río Cesar, donde los pueblerinos se opusieron a la declaración de independencia de Valledupar. El 5 de octubre de 1819, el brigadier Gregor McGregor tomó la ciudad pero seis días después los indios guajiros mandados por los capitanes de milicias Clemente Iguarán y Miguel Gómez lo expulsaron. Tras la caída definitiva de Riohacha un año después surgieron numerosas guerrillas en la región. Miguel Gómez se volvió teniente coronel de una compañía de milicianos de color. Su hijo había sido arrestado y fusilado en Fonseca por los patriotas cuando intentaba buscar aliados para su guerrilla. Su base de operaciones era la zona de Guíncua, desde donde hacía alianzas con los rancheros (o el alcalde de Fonseca, José Vicente de Frías, hasta su captura y condena a 10 años de prisión en el castillo San Felipe de Barajas), espiaba a los patriotas y tomaba rehenes. Otro importante jefe guerrillero era Andrés Medina de la zona de Fonseca, quien casi tomó Valledupar y pudo ser nieto de Gómez. Estos vínculos de sangre fueron claves en su éxito, pues al ser agraviado contribuir a su venganza era un deber de sus numerosos parientes y sus pueblos. En cambio, el cacique Canopán de los cariachiles, posiblemente una parcialidad de los yukos, ayudó a los patriotas a defender Maracaibo y Valledupar de las incursiones de chimilas y guajiros, sus enemigos tradicionales.
Fueron los guajiros o wayús los que encabezaron la causa en esa zona. No estaban sometidos plenamente a las autoridades españolas y se contactaban a través de misioneros capuchinos. Se sublevaron en 1701, 1727, 1741, 1757, 1761, 1768 y 1769. Los que vivían en la zona entre el istmo y la orilla norte del río Ranchería estaban más mestizados e involucrados en la política criolla que sus parientes del norte de la península de la Guajira. El control de la península era vital porque permitía movilizar guerreros indios y daba acceso a puertos naturales desde donde introducir armas a la región. Contaban con arcos, flechas, caballos y armas de fuego compradas a contrabandistas ingleses, holandeses y ocasionalmente españoles en la costa.
Debe mencionarse que la presencia estatal era débil en la zona. Según distintas estimaciones, la mitad de los 200 000 habitantes de las provincias del litoral caribeño de la Nueva Granada vivían «dispersos, todavía sin Dios ni ley del occidente sobre sus cabezas o recientemente integradas a la vida institucional». En el caso de la provincia de Santa Marta hasta dos tercios tercios de su territorio fueron escenario de enfrentamientos entre «"indios bravos"» (especialmente chimilas) y autoridades coloniales en toda esa centuria. Se estima que para 1800 los indios «salvajes» de las zonas, entre motilones, chimilas, guajiros, archuacos, tupes y cocinas, sumaban 10 000 almas pero otros autores afirman que en realidad eran el cuádruple.

### Campaña de Occidente
A mediados de 1822, el brigadier Francisco Tomás Morales llegó con una expedición a Maracaibo después de su victoria en Salina Rica, reviviendo la insurgencia monárquica entre Santa Marta y Riohacha. El gobernador de la primera, coronel Juan Salvador Anselmo Daza, fue capturado y su amigo personal, Buenaventura de la Sierra, asumió el mando de las fuerzas y en octubre salió del valle del río Cesar y asedió Valledupar. En paralelo, después de una preparación, los indios de los resguardos de Ciénaga, Gaira, Bonda y Mamatoco se alzaron con algunos españoles, dirigidos por el cacique Jacinto Bustamante. A finales del siglo XVIII, el padre de Buenaventura, Agustín de la Sierra, había pacificado con alianzas a los chimilas. Un intento de levantamiento en Valledupar fue descubierto y suprimido con el arresto de los cabecillas. En Santa Marta, los principales conspiradores eran los peninsulares Vicente Puyals (o Puyáles), Juan Tejido (Fejidó), Francisco Lezama y Francisco Antonio Linero. Todos tenían relaciones con las poblaciones descontentas de Ocaña y las sábanas de Corozal, cerca de Cartagena de Indias.
La causa inmediata de las revueltas fue la exigencia del gobierno de Santafé de Bogotá de dos mil reclutas de esa región, esto llevó a muchos hombres a huir a las montañas selváticas como indica una carta de la época.
En esos momentos, Morales estaba en Maracaibo con hasta 3000 hombres, sin incluir las guerrillas en Carora, Bailadores, Cúcuta, Valledupar, Ocaña o la provincia de Santa Marta, la guarnición de Puerto Cabello ni la tripulación de su flotilla en el Lago de Maracaibo. En cambio, el general Mariano Montilla estaba en su cuartel general de Riohacha y tenía 3000 hombres, pero la mitad eran reclutas y su segundo, el general Francisco Esteban Gómez era valiente pero de escaso talento militar.

## Fuerzas enfrentadas
Montilla tenía 4000 infantes y 300 jinetes sobre el papel pero las campañas, enfermedades y deserciones los habían reducido a 3000, incluidos el veterano batallón Carabobo y el escuadrón Dragones de Venezuela, transportados por mar desde La Guaira. Cerca de la mitad de la tropa eran reclutas bisoños.
El historiador ecuatoriano Pedro Fermín Cevallos dice que los monárquicos eran 3000 a 4000 hombres al asaltar Santa Marta. En cambio, el colombiano José Manuel Restrepo los reduce a 400 o 500 hombres mal armados marchando a pie o montados. Su compatriota, Manuel Leónidas Scarpetta, afirma que eran 700. Otros colombianos, como el periodista José Joaquín Borda o el historiador José Manuel Groot creían que eran 500. Más reciente, el sociólogo Carlos Payares González afirmaba que eran 400.

## Rebelión

### Inicios

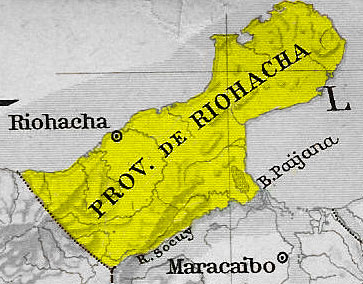
Mapa de la provincia de Riohacha entre 1810 y 1830.

El 24 de diciembre de 1822, el teniente Manuel Vergara fue enviado a perseguir a 4 desertores a los retiros de Río Frío y Sevilla, pero fue emboscado y muerto. Un antiguo capitán catalán, Francisco Labarcés y Perea, era vecino de Ciénaga y le pidió al gobernador republicano de Santa Marta, coronel Luis Francisco de Rieux y Sabaires, enviar un destacamento a perseguir a los facciosos. Lo que el coronel desconocía era que el capitán era el líder de los monárquicos en la zona. En la noche del 31 de diciembre, una tropa de indios al mando del capitán José Simeón Martínez y el oficial Agapito Labarcés (hijo de Francisco Labarcés) salió de Ciénaga y atacaron el cuartel de San Juan, matando a los oficiales y capturando a 100 soldados republicanos con sus armas. Rápidamente sumaron hombres de Pueblo Viejo y Gaira y el 2 de enero de 1823 se pusieron en rumbo a Santa Marta.
Al enterarse, Rieux, en lugar de salir a su encuentro como le aconsejaron sus lugartenientes, abandonó el fuerte Dulcino, dispersó sus tropas en varios puntos, permitió huir a algunos oficiales y le pidió ayuda a Montilla. De todas formas, Dulcino, como Gaira, fue ocupado sin luchar por indios mal armados, algunos a caballo, dirigidos por Bustamante y Labarcés.

### Toma de Santa Marta
A las 10:00 horas del 3 de enero, los realistas asaltaron la ciudad de Santa Marta. La urbe tenía una guarnición de algunos artilleros, 160 milicianos de Mariquita y Cartagena, una partida de 50 jinetes al mando del coronel Francisco Carmona y las milicias de la ciudad. En total, 500 defensores. Cevallos dice que Carmona se atrincheró en el fortín Salina, mientras que el de Santa Bárbara cayó rápidamente. En cambio, Restrepo afirma que el gobernador, el coronel, el capitán Tátis con su artillería y algunos refugiados veteranos se refugiaron en el Santa Bárbara, pero los realistas usaron una culebrina para forzarlos a huir por mar al fuerte Betín y después al pueblo de Tabanga, siempre bajo constante acoso desde la costa. El fortín El Morro se rindió el capitán miliciano Martínez Guerra y el sargento Francisco González, quienes se amotinaron contra el comandante Ramón Elías, dejando toda la villa en poder realista. El 4 de enero toda resistencia se acabó y tanto Rieux como Carmona habían sido capturados.
Los funcionarios y partidarios del gobierno republicano lograron embarcarse horas antes del asalto, lo que no impidió que indios, negros y mulatos sacaran las casas de los patriotas más reconocidos o los edificios públicos, luego se alzó la bandera realista. Para detener el caos, los vecinos nombraron gobernador al catalán Vicente Puyals, quien reinstauró el orden, fortificó la ciudad, hizo respetar la vida de los prisioneros (Rieux fue embarcado para Jamaica) y pedir ayuda a Maracaibo y Cuba.

### Reacción de Montilla
Por entonces, Montilla estaba ocupando el camino entre Santa Marta y Riohacha para impedir la comunicación entre Morales y los zambos e indios en la selva, y Morales estaba ocupado atacando Mérida y Trujillo; además, otros movimientos realistas surgían en los llanos de Apure y Calabozo.
Al enterarse del levantamiento de Santa Marta, Montilla reaccionó de inmediato. La noche del 4 de enero embarcó en Riohacha 350 soldados y dos jornadas más tarde estaba frente a El Morro, donde verificó la caída de la ciudad. Decidió seguir a Barranquilla y Soledad para garantizar el control del río Magdalena y recuperar Santa Marta, pues debía sofocar la rebelión o se expandiría rápidamente. No estaba solo, pues el almirante José Prudencio Padilla embarcaba en Sabanilla al batallón Tiradores, dos compañías del Cartagena, 80 jinetes y 20 artilleros en la corbeta Constitución y los bergantines Hércules y Manuel, mientras ordenaba al queche de guerra El Terror bloquear el puerto de Santa Marta.

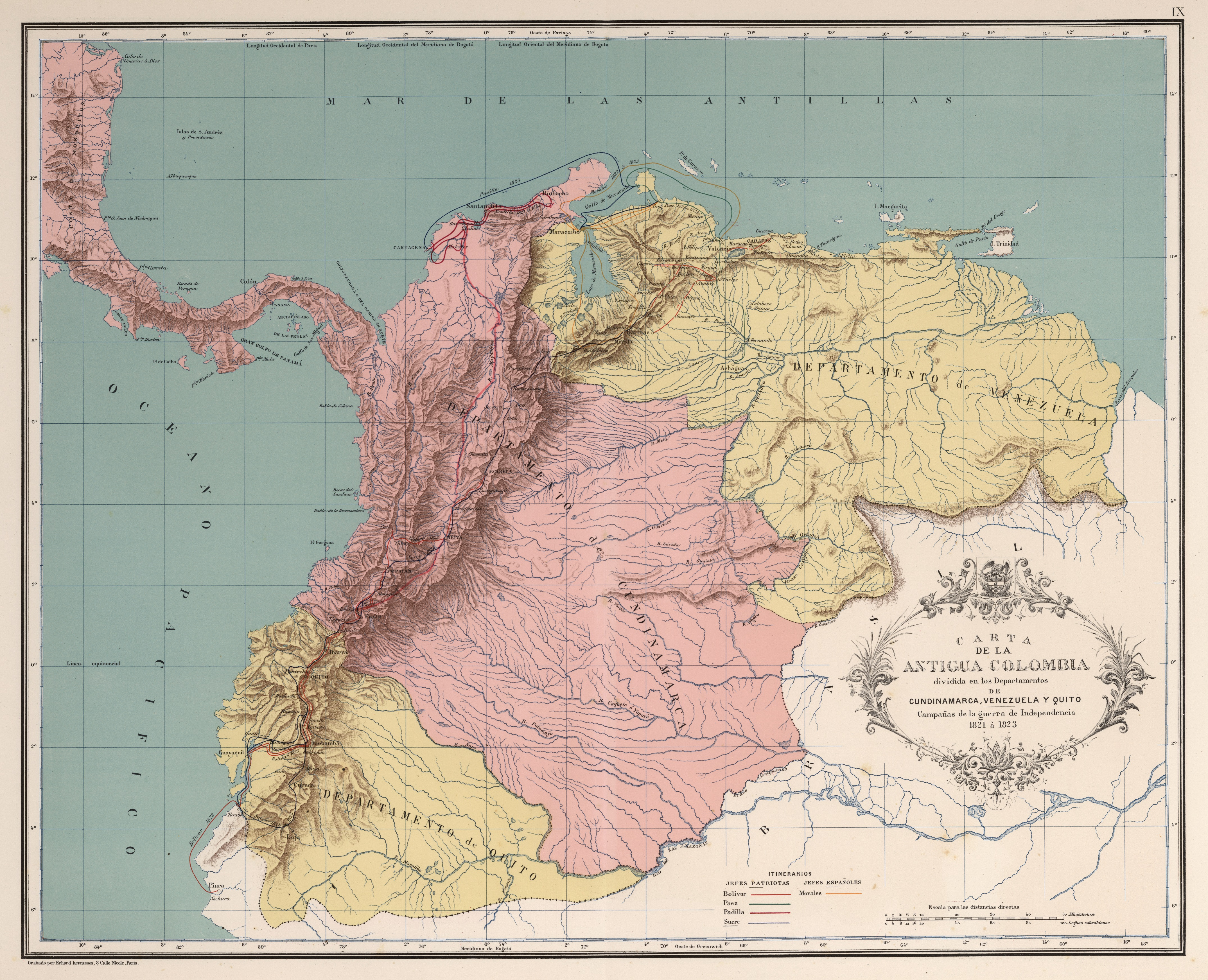
Mapa de las operaciones militares ocurridas entre 1821 y 1823.

Montilla permaneció en la villa de Soledad para planificar su ofensiva. En cuatro días reunieron 250 caballos, 8 bongos armados y tripulados y más de 50 bogas. Dividió sus fuerzas en dos: el batallón Cartagena iría contra Ciénaga y el Antioquia contra Santa Marta vía Sabanilla.
El 12 de enero, 400 infantes y 180 jinetes al mando del coronel Julio Augusto de Reimboldt salieron para Río Frío y Ciénaga. Poco después, el 16 de enero, unos 500 hombres dirigidos por el teniente coronel Federico de Aldercreutz asaltaron la batería del Carmen. Luego, el 18 de enero, 7 bongos de guerra salieron del Magdalena bajo las órdenes del teniente coronel Arismendi para desembarcar en la rada de la Laguna. El 20 de enero se produjo el asalto general sobre Ciénaga y Pueblo Viejo. Los realistas de Bustamante fueron dispersados con fuertes bajas, los republicanos solo tuvieron 9 muertos y 47 heridos. Tras esto, Puyals y Tejido liberaron al coronel Carmona y le pidieron negociar la capitulación. El 21 de enero, la ciudad se rindió y al día siguiente Montilla entraba en ella, pero 160 indios de Mamatoco y Bonda intentaron retomarla por asalto. Los patriotas les rechazaron y causaron grandes bajas. Todo español y criollo de Santa Marta desafecto con la causa republicana fue arrestado y varios acabaron en Chagres o enviados a combatir forzadamente en Perú.

## Consecuencias

### Pacificación
El 23 de enero, Carmona y 400 soldados salieron hacia San Juan Bautista de la Ciénaga a perseguir a Bustamante, quien se había atrincherado ahí con 300 seguidores. El coronel patriota logró vencer a los rebeldes, pero no pudo acabar con ellos porque conocían mejor el terreno y se ocultaron. Mientras tanto, Pedro Fiallo, un oficial español que vivía oculto, organizó una partida de 200 a 800 rebeldes y puso a Valledupar bajo asedio, pero fue expulsado por los comandantes Camilo Mendoza y Eustaquio Valle. Poco después el jefe guerrillero de Moreno, Rafael Rodríguez, era capturado por Sardá y también estuvo a punto de atrapar a Miguel Gómez, pero este último se salvó lanzándose por un precipicio. El presidente Simón Bolívar dio órdenes de convencerlo de cambiar de bando o abatirlo.
Las tropas de Padilla permanecieron tres meses limpiando la zona de partidas guerrilleras. Sin embargo, las actividades guerrilleras continuaron y para marzo, los realistas controlaban casi todo el campo entre Riohacha y Valledupar por el apoyo de los guajiros de Gómez. Además, todo pueblo tenía sus propios monárquicos dispuestos a sublevarse. Los patriotas mataron algunos y a otros los llevaron a Panamá y Perú, donde sufrieron muchas fatigas.

### Reacción de Morales
Morales envió 1000 soldados por la península de la Guajira a apoyar a los rebeldes samarios, pero Montilla les dio caza a esa unidad. Eran dos columnas, la primera la formaban 600 soldados al mando del coronel Narciso López por el camino a Perijá y la segunda eran 400 hombres dirigidos por el teniente coronel Antonio López de Mendoza por el camino de la Guajirá a Riohacha. Partieron el 10 de febrero sin saber de la rendición de los insurrectos.
A su paso, los realistas capturaron los pueblos de Tablazo, Villanueva, Uramita y San Juan, donde se les sumaron 300 reclutas. Carmona fue enviado a interceptar a López de Mendoza mientras Montilla y Padilla volvieron a Riohacha para guarnecer la ciudad. Los monárquicos estaban cerca de Riohacha cuando se enteraron de que Santa Marta fue sometida, Montilla salía a enfrentarlos y que el coronel Carmona pretendía envolverlos y cortar su retirada con 600 soldados. Decidieron retirarse pero fueron permanentemente acosados por el coronel José Sardá hasta Agua del Monte. López de Mendoza cometió el error de separarse de Gómez, permitiendo a Montilla acabar con los indios cuando volvían a sus escondites, sin embargo, sus acciones evitaron que la retirada fuera un desastre total. El 24 de marzo, los realistas fueron expulsados de Volardorcito por Sardá y los guajiros del capitán Gabriel Gómez se separaron de la columna principal y resultaron aniquilados, capturándose a más de 200. De este modo, el plan realista de llegar a Riohacha se cancelaba y ambos oficiales volvía a Maracaibo con sus fuerzas mermadas. Los reclutas que se habían sumado a la tropa realista en el camino fueron duramente castigados. Tras esto, los patriotas deciden acabar de una vez por todas con el ejército de Morales en Maracaibo.

### Postrimerías
La rápida y contundente actuación de Montilla impidió que el alzamiento de Santa Marta se expandiera a otras regiones y se volviera similar a lo de Pasto. Otro factor en la derrota del movimiento insurgente fue que sus cabecillas siempre esperaron auxilios de Morales pero Montilla lo impidió. Después de la guerra, al cacique Canopán le fueron restituidas sus tierras para cultivar y el derecho a comerciar el palo de tinta.
Otra consecuencia de la guerra fue que la población de Santa Marta cayó de 8000 en 1813 a 2000 en 1823. Los visitantes extranjeros describen un sofocante calor, ruinas, calles desiertas y llenas de polvo o barro y pobreza pero con casas blancas y limpias y hospitalarios habitantes, su condición de «plaza fuerte de los partidarios de la Corona durante gran parte del período revolucionario» le trajo gran dolor a su gente. En 1829 Santa Marta se había recuperado bastante y su población había alcanzado los 7000.